# Corfitz Ludvig Beck-Friis (1724–1798)
Corfitz Ludvig Beck-Friis, född 4 november 1724 i Stockholm, död 12 maj 1798 i Bosjöklosters församling, var en svensk militär och friherre.

## Biografi
Corfitz Ludvig Beck-Friis föddes 1724 i Stockholm. Han var son till militären Corfitz Ludvig Beck-Friis och Maria Sofia Skogh. Beck-Friis blev 29 augusti 1742 volontär vid Jämtlands regemente, 25 september 1742 sergeant och 23 april 1743 livdrabant. Han blev 1 april 1745 fänrik vid Livgardet, 2 maj 1749 löjtnant och 17 juli 1758 stabskapten. Deltog 1757–1760 i Pommerska kriget. Beck-Friis blev 23 februari 1759 kapten med kompani och tilldelades 23 november 1761 riddare av Svärdsorden. Han blev 18 januari 1763 överste och kommendant i Kalmar och 15 februari 1765 i Landskrona. Beck-Friis upphöjdes 11 december 1770 till friherre tillsammans med sina bröder Joakim och Johan, samt introducerades 1776 i Sveriges Riddarhus som nummer 278. Uppfördes 1771 som förslag till riksråd, men undanbad sig titeln. Han blev 14 februari 1776 generalmajor och tilldelades 27 november 1786 kommendör av Svärdsorden. Beck-Friis tog avsked 1790 och avled 1798 på Bosjökloster i Bosjöklosters socken.

### Familj
Beck-Friis gifte sig 22 maj 1766 på Torup med sin kusins dotter friherrinnan Maria Stjernblad (1747–1819), dotter till överceremonimästaren Hack Sjernblad och Maria Sofia Beck-Friis. De fick tillsammans barnen Corfitz Ludvig Beck-Friis (1767–1834), statsfru Maria Sofia Beck-Friis (1768–1848) som var gift med majoren friherre Hans Henrik Ramel, Eleonora Christina Beck-Friis (1770–1770), platsmajoren Lave Beck-Friis (1772–1802) och Vilhelmina Beck-Friis (1775–1859) som var gift med sin kusin, hovmarskalken friherre Voldemar Vilhelmin Wrangel von Brehmer.